# Зуево (Сокольский район)
Зуево — деревня в Сокольском районе Вологодской области.
Входит в состав Биряковского сельского поселения, с точки зрения административно-территориального деления — в Биряковский сельсовет. Расположена к югу от автодороги А123.
Расстояние по автодороге до районного центра Сокола — 101,5 км, до центра муниципального образования Бирякова — 1,5 км. Ближайшие населённые пункты — Спасское, Кульсеево, Биряково, Денисково, Вотчино.
По переписи 2002 года население — 2 человека.